# Never a Dull Moment (Tommy Lee)
| Recensione | Giudizio |
| ---------- | -------- |
| AllMusic   |          |

Never a Dull Moment è l'album d'esordio da solista del batterista statunitense Tommy Lee, pubblicato nel 2002.

## Tracce
1. Afterglow – 3:33
2. Hold Me Down – 3:23
3. Body Architects – 2:57
4. Ashamed (feat. Chino Moreno) – 3:51
5. Fame 02 – 3:39
6. Blue (feat. Brandon Boyd) – 4:30
7. Sunday – 3:28
8. Why Is It – 4:02
9. Face to Face – 2:57
10. Higher – 4:00
11. People So Strange – 3:15
12. Mr. Shitty – 1:02

## Formazione
- Tommy Lee - batteria, produzione
- Marty O'Brien - basso
- Brandon Boyd - voce in Blue
- Chino Moreno - voce in Ashamed

## Classifiche
Album
| Classifica    | Posizione |
| ------------- | --------- |
| Billboard 200 | 39        |

Singoli
| Singolo      | Classifica            | Posizione |
| ------------ | --------------------- | --------- |
| Hold Me Down | Mainstream Rock Songs | 5         |